# مالك وينز
مالك وينز (بالإنجليزية: Maalik Wayns)‏ مواليد 2 مايو 1991 في فيلادلفيا، هو لاعب كرة سلة أمريكي. بدأ مسيرته الاحترافية في سنة 2012. يبلغ طوله 6 قدم 1 بوصة (1.9 م).

## المسيرة الاحترافية
لعب مع فيلادلفيا سفنتي سيكسرز في موسم 2012–2013، ثم لعب مع لوس أنجلوس كليبرز من سنة 2012 إلى 2014، ثم لعب مع بالاكانسترو فاريزي في الدوري الإيطالي في موسم 2015–2016، ثم لعب مع ينسي كراسنويارسك في الدوري الروسي في سنة 2016.

## روابط خارجية
- مالك وينز على موقع الاتحاد الدولي لكرة السلة (الإنجليزية)
- مالك وينز على موقع إن بي أي (الإنجليزية)
- مالك وينز على موقع سبورتس رفرنس (الإنجليزية)
- مالك وينز على موقع الدوري الإسباني لكرة السلة (الإسبانية)
- مالك وينز على موقع كرة السلة الأوروبية.كوم (الإنجليزية)
- مالك وينز على موقع كلية كرة السلة في سبورتس رفرنس.كوم (الإنجليزية)
- مالك وينز على موقع ريلجم (الإنجليزية)
- مالك وينز على موقع بروبوليرز (الإنجليزية)
- مالك وينز على موقع سبورتس رفرنس (الإنجليزية)
- مالك وينز على موقع سبورتس رفرنس (الإنجليزية)